# Isoperla decepta
Isoperla decepta is een steenvlieg uit de familie Perlodidae. De wetenschappelijke naam van de soort is voor het eerst geldig gepubliceerd in 1935 door Frison.